# جوکر (شوالیه تاریکی)
جوکر نام شخصیتی خیالی است که در فیلم ابرقهرمانی شوالیه تاریکی سال ۲۰۰۸ (دومین فیلم از سه‌گانهٔ بتمن کریستوفر نولان) نقش‌آفرینی می‌کند. این شخصیت بر اساس کاراکتر جوکر از سری کتاب‌های کمیک شرکت دی‌سی کامیکس ساخته‌شده و هیث لجر، بازیگر و کارگردان استرالیایی به اجرای نقش آن پرداخته‌است. جوکر در این فیلم به‌صورت یک قاتل سایکوپاتی کشتار جمعی نشان داده می‌شود که سعی می‌کند تلاش‌های بتمن (کریستین بیل)، جیمز گوردون (گری اولدمن) و هاروی دنت (آرون اکهارت) در نجات گاتهام سیتی را بی‌ارزش جلوه دهد؛ چراکه این سه شخصیت نقش مهمی را در زدودن گاتهام از جرم و جنایت ایفا می‌کنند. این کاراکتر تم‌های هرج‌ومرج، اغتشاش، بی‌نظمی و عقدهٔ روحی را در طول فیلم به نمایش می‌کشد و خود را دشمن اصلی بتمن معرفی می‌کند.
نقش شخصیت جوکر به‌عنوان بهترین اجرا و نمایش هیث لجر به حساب می‌آید و خود او آن را لذت‌بخش‌ترین تجربه سینمایی‌اش خوانده‌است. نقش جوکر هیث لجر به عنوان بهترین نقش مکمل مرد قرن ۲۱ انتخاب شده‌است. جمله معروف این شخصیت محبوب (چرا اینقدر جدی؟) است.
هنگامی که فیلم در ۱۴ ژوئیه ۲۰۰۸ (حدود شش ماه پس از مرگ لجر به دلیل بیش‌مصرفی) منتشر شد، شور و هیاهویی به پا کرد و نقش او به‌عنوان شخصیت جوکر به صورت قابل‌توجهی مورد تحسین منتقدان جهانی و هواداران ژانر ابرقهرمانی قرار گرفت و این منجر شد عملکرد او پس از مرگ قابل تقدیر قرار گیرد و جایزه اسکار بهترین بازیگر نقش مکمل مرد سال ۲۰۰۸ به وی داده شود.

## قوس شخصیتی

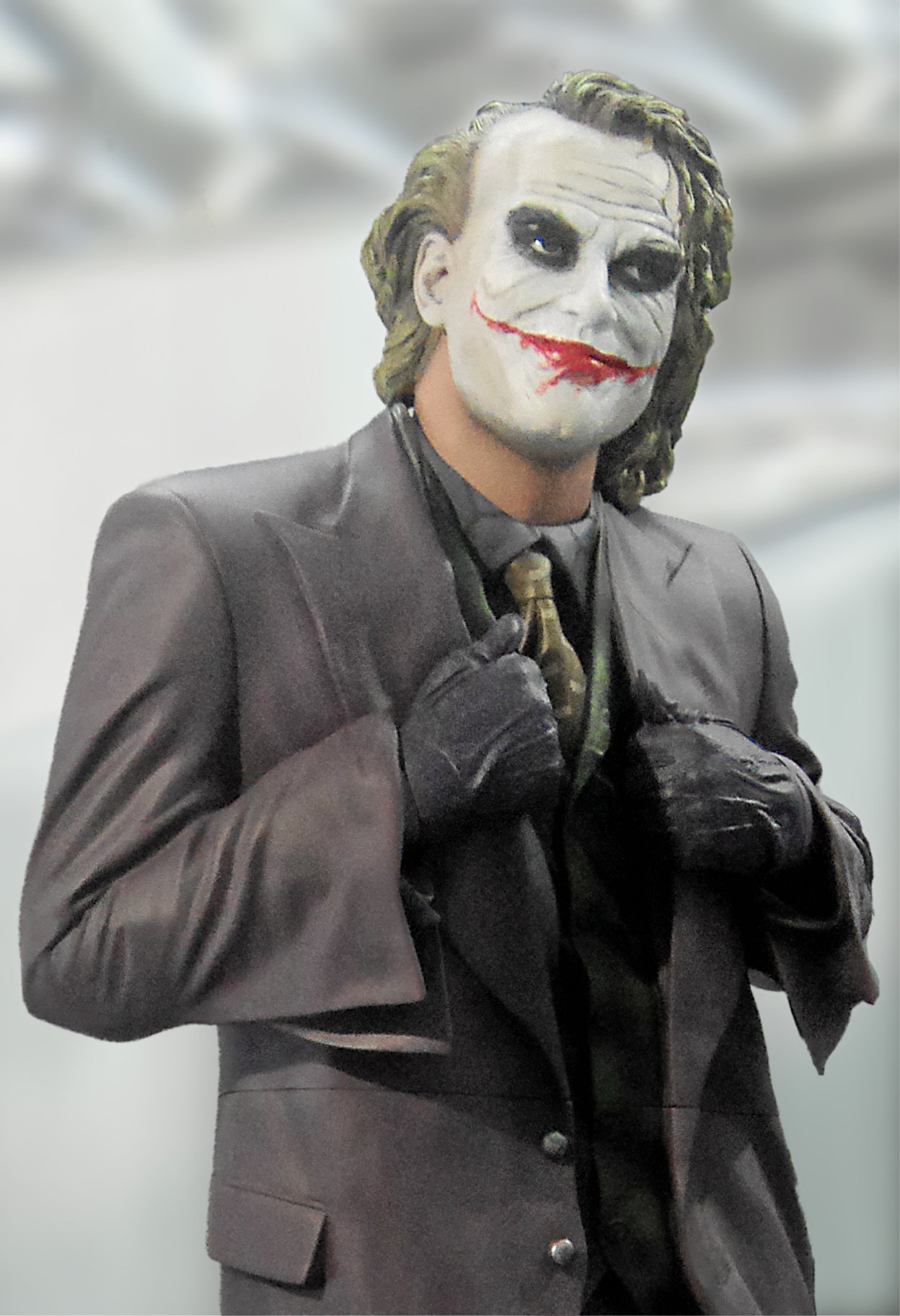
ماکت شوالیه تاریکی جوکر

در ابتدا به‌صورت غیرمستقیم به پایان فیلم بتمن آغاز می‌کند اشاره می‌شود؛ جایی که کمیسیونر جیمز گوردون (گری اولدمن) به بتمن (کریستین بیل) توضیح می‌دهد که فردی مشکوک متهم به دو قتل و دزدی مسلحانه از بانک در شهر فراری است. صحنه با حضور گوردون و بتمن و یک کارت جوکر در صحنهٔ جرم به پایان می‌رسد و بتمن قبول می‌کند که این موضوع را بررسی کرده و سپس از صحنه ناپدید می‌شود. جوکر (هیث لجر) در اولین صحنهٔ فیلم به‌عنوان یکی از گروه ۶ نفری که دست به دزدی بانک می‌زنند و ماسک‌های دلقک به صورت زده‌اند ظاهر می‌شود. او چهارتای آن‌ها را با حیله و نیرنگ به قتل یکدیگر وادار می‌کند و خودش آخرین نفر را نیز می‌کشد و با پول‌های دزدی‌شده از بانک فرار می‌کند.
او در صحنهٔ بعدی خود یک جلسهٔ ویدئوکنفرانس خصوصی بین سالوادور مارونی (اریک رابرتس)، چچن (ریچی کاستر) و گامبول (مایکل جای وایت) را به هم می‌زند و پیشنهاد می‌دهد تا در ازای نیمی از سهام و پول‌های این گروه، بتمن که شغل آن‌ها را مختل کرده را به قتل برساند. گامبول این تصمیم را قبول نمی‌کند و جوکر را یک «دلقک» بی‌هدف می‌خواند. پس از آن، جوکر گامبول را به قتل می‌رساند و باند تبهکاری او را تحت کنترل می‌گیرد.

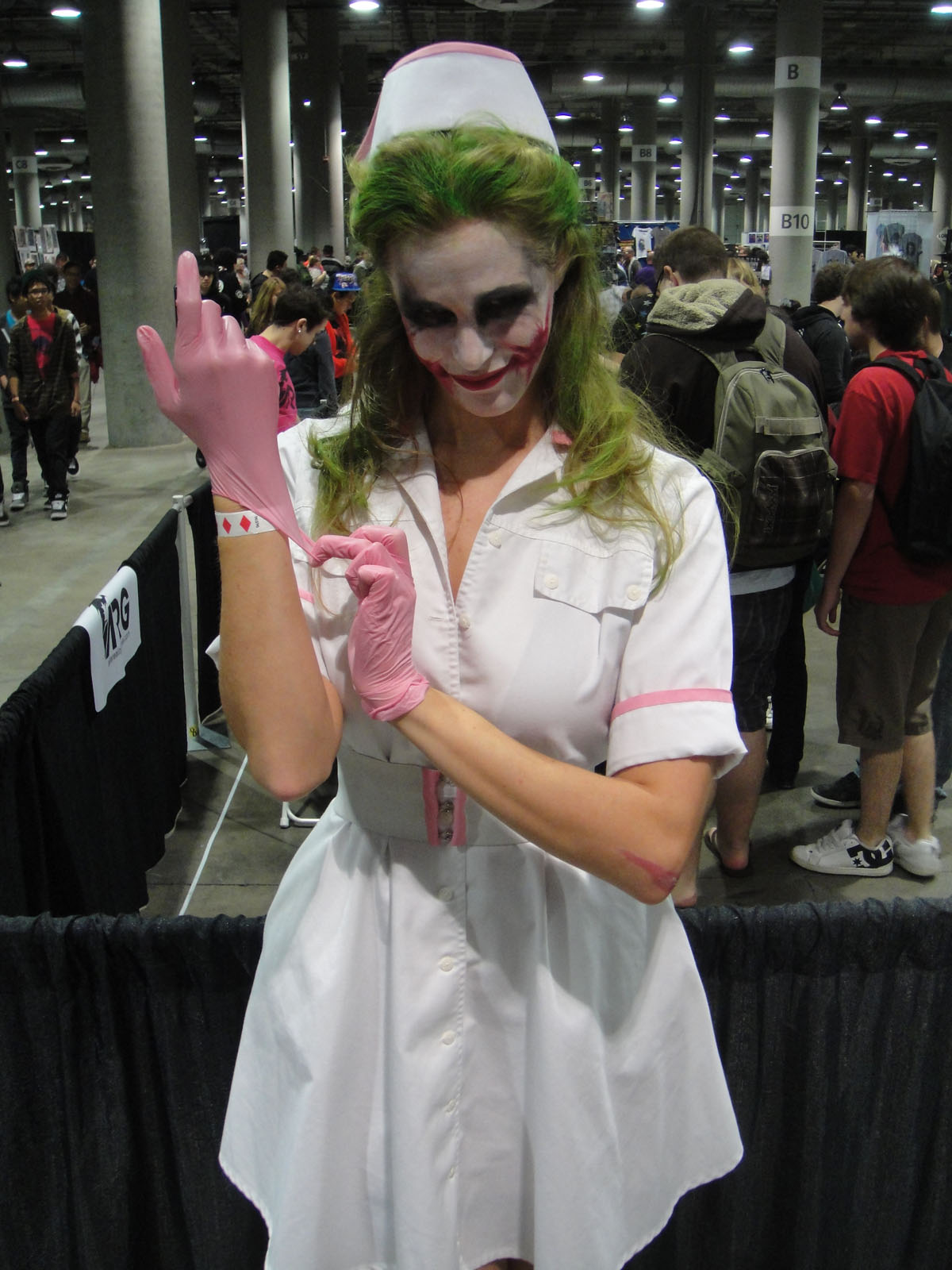
ماکت شوالیه تاریکی جوکر با لباس پرستاری هنگام اولین ملاقاتش با هاروی دنت و انفجار بیمارستان گاتهام

جوکر آنگاه اعلام می‌کند تا روزی که بتمن نام اصلی خود را اعلام نکند و ماسک خود را از صورت برندارد، مردم بی‌گناه روزبه‌روز خواهند مرد. او این کار خود را با قتل کمیسیونر گیلیان بی. لئوب (کالین مک‌فارلین) و قاضی جنت سوریلو (نیدیا رودریگز) علنی می‌کند. وقتی هاروی دنت (آرون اکهارت) سعی می‌کند خود را به‌عنوان بتمن جا بزند و اعلام کند که خودش بتمن است، جوکر از روی عمد سعی می‌کند با گروگان‌گرفتن او بازداشت شود و چندی بعد خبر گم‌شدن هاروی دنت در گاتهام سیتی می‌پیچد. پس از بازداشت‌شدن، جوکر به‌دست بتمن بازجویی می‌شود و اعلام می‌کند که دوست‌دختر هاروی دنت و معشوقهٔ دوران بچگی بروس وین، ریچل داوز (مگی جیلنهال) نیز به همراه هاروی گروگان گرفته‌شده و این دو فرد در دو مکان مختلف شهر به بمب ساعتی بسته شده‌اند. جوکر مکان قرارگیری دو گروگان (هاروی دنت و دوست‌دخترش) را به بتمن می‌دهد و به او می‌گوید که فقط می‌تواند به‌دنبال یکی‌شان برود. بتمن به‌دنبال ریچل و جیمز گوردون و بقیهٔ افسران و مأموران پلیس گاتهام به‌دنبال هاروی دنت می‌روند؛ چیزی که در اینجا ذکاوت و تیزهوشی جوکر را نشان می‌دهد این است که آدرس دو گروگان را به بتمن برعکس داده تا او به سراغ دنت برود و ریچل در انفجار کشته شود. وقتی هاروی می‌بیند که بتمن به نجات او آمده شدیداً ناراحت و عصبانی می‌گردد؛ چراکه در صورت نجات‌یافتن او، این ریچل است که جان خود را از دست می‌دهد. او در طول عملیات نجات به‌دلیل آتش‌سوزی از ناحیهٔ صورت شدیداً مصدوم شده و در بیمارستان گاتهام بستری می‌شود. جوکر از بازداشت‌گاه پلیس با لاو فرار می‌کند.
جوکر لاو و چچن را به قتل می‌رساند و سهم خودش از پول‌های تبهکاران را آتش می‌زند و افراد باند چچن را نیز به خدمت می‌گیرد. او برای اینکه کولمن ریس (جاشوا هارتو)، یکی از حسابداران شرکت وین راز بروس وین و هویت اصلی او یعنی بتمن را فاش کند، مردم را تهدید به انفجار بیمارستان گاتهام می‌کند؛ این اقدام فقط در صورتی انجام نمی‌گیرد که ریس در کم‌تر از ۶۰ دقیقه کشته شود. در طول زمان اعلام این خبر و هراس مردم، جوکر با لباس یک پرستار وارد بیمارستان گاتهام می‌شود تا با دنت (که پس از حادثه انفجار در آنجا بستری است) دیدار کند. او دنت را متقاعد می‌کند تا انتقام افرادی که باعث مرگ ریچل شدند را بگیرد و روی دیگر دنت را فعال می‌کند؛ روی دیگری که بعدها باعث می‌شود او را با نام دوچهره بشناسیم. جوکر پس از آن بیمارستان را منفجر می‌کند و یک اتوبوس پر از افراد شهر را می‌رباید.
جوکر تعدادی بمب انفجاری را به دو تا از کشتی‌های کنار بندر گاتهام متصل می‌کند؛ یکی از کشتی‌ها حاوی مسافران عادی و مردم شهر و دیگری حاوی زندانیان گاتهام می‌باشد. وی به آن‌ها فرصت می‌دهد تا با فشار دادن دکمه‌ای که درون هر کشتی وجود دارد، کشتی دیگر را منفجر کنند. در غیر این صورت، بمب هردوی آن کشتی‌ها همزمان فعال و بنابراین نابود خواهند شد. پس از گذشت چندین دقیقه بحث و رای‌گیری، هیچ‌یک از کشتی‌ها تصمیم به انجام چنین امری نمی‌گیرند و انتظار جوکر (انفجار یکی از دو کشتی) برآورده نمی‌شود. جوکر به‌هنگام مقابله با بتمن به او گوشزد می‌کند که آن‌ها «برای همیشه با هم مبارزه خواهند کرد و برای یکدیگر ساخته شده‌اند.» جوکر سپس به بتمن می‌گوید: «گرچه جنگ کنونی را تو بردی ولی نبرد اصلی بر سر روح و ریشهٔ گاتهام را من با به فساد کشیدن هاروی دنت بردم چراکه شهروندان گاتهام شهردار قهرمان خود را از دست داده‌اند و روی دیگر او را دیده‌اند.» جوکر به‌هنگام دستگیرشدن با قهقه‌ای بلند از سر پیروزی کار خود را در نابودی ریشهٔ گاتهام به پایان می‌رساند. بتمن نیز تمام جرم‌هایی که هاروی دنت انجام داده‌بود را به گردن می‌گیرد.

## زمینه بازیگری
هیث لجر به‌عنوان یک بازیگر در ابتدا خیلی به نقش‌هایی که به او پیشنهاد می‌شد وابسته نبود تا اینکه در ۲۲ سالگی شروع به تماشای دقیق چندتا از فیلم‌های خود کرد و فهمید که بسیاری از فیلم‌هایی که او در آن‌ها حضور داشته از نظر خودش ارزش دیدن ندارند و این باعث شد در انتخاب نقش‌هایی که در آینده بازی می‌کرد دقت عمل بیشتری به خرج بدهد. فیلم سال ۲۰۰۵ برادران گریم به کارگردانی تری گیلیام به لجر این فرصت را داد تا در کنار مت دیمون ایفای نقش شخصیت‌هایی را بر عهده بگیرند که تا قبل از آن به آن‌ها پیشنهاد نشده بود. گیلیام به لجر کمک کرد نقش دلقک را به خوبی اجرا کند؛ نقشی که دو سال بعد یکی از اصلی‌ترین دلایل او برای انتخاب شدن به‌عنوان جوکر بود.
کریستوفر نولان برای پیشنهاد نقش‌های مختلف در فیلم‌هایش به لجر پیشنهاد داده بود و چندین بار او را ملاقات کرده‌بود. وقتی آن‌ها برای فیلم بتمن آغاز می‌کند با یکدیگر دیدار کردند، نولان به لجر پیشنهاد نقش اصلی یعنی بتمن را داد ولی لجر به او پاسخ داد که انجام فیلم‌های ابرقهرمانی او را احمقانه نشان می‌دهد. دلیل دیگر وی این بود که او نمی‌تواند به‌خوبی از عهدهٔ انجام آن برآید و افراد دیگری هستند که بتوانند بسیار بهتر از او این نقش را اجرا کنند. اگرچه پس از تماشای این فیلم، نظر لجر در رابطه با فیلم‌های ابرقهرمانی تغییر کرد و نسبت به بازی در نقش جوکر ابراز علاقه کرد. کریستوفر نولان نیز از انتخاب لجر خشنود شد و سریعاً نقش را به او داد. جان پاپسیدرا، مسئول انتخاب بازیگران برای فیلم شوالیه تاریکی دربارهٔ هیث لجر گفت: «او برای انجام چنین نقش بزرگی کاملاً آماده بود و می‌توانست به خوبی از عهدهٔ آن برآید و سازندگان فیلم می‌دانستند برای اجرای این نقش به فردی شجاع نیاز دارند و هیث بهترین گزینه بود. همهٔ بازیگران بعد از نوشتن فیلم‌نامه انتخاب می‌شوند ولی هیث قبل از اینکه فیلم‌نامه‌ای وجود داشته باشد برگزیده شده‌بود.»

## اجرای نقش
یک قاتل کشتار جمعیِ سایکوپاتی و اسکیزوفرنی بی‌رحم که بدون هیچ دشواری دست به جنایت‌های بزرگ می‌زند.— توصیف هیث لجر دربارهٔ شخصیت جوکر
لجر سعی بر این داشت که نقشی که به‌عنوان جوکر اجرا می‌کند با نقشی که بازیگران قبلی این شخصیت (از جمله جک نیکلسون و سزار رومئو) آن را اجرا کرده‌اند، تفاوت داشته باشد و کریستوفر نولان در این امر با او موافق بود و هر دو در این‌که جوکر چگونه باید اجرا شود دیدگاه‌های مشترکی داشتند. آن‌ها برای نشان دادن بی‌دولتی و هرج‌ومرج از آثار فرانسیس بیکن، نقاش ایرلندی استفاده کردند. آن‌ها هم‌چنین دربارهٔ مالکوم مک‌داول در نقش الکس دلارج در فیلم پرتقال کوکی (به کارگردانی استنلی کوبریک و براساس رمانی با همین نام) بحث و گفتگو کردند و از شخصیت او نیز الهام گرفتند. لجر برای شناخت بیش‌تر جوکری که او و نولان مدنظر داشتند کتاب مصور بتمن: جوک کشنده (که به دست آلن مور طراحی شده‌بود و بعدها فیلم آن نیز ساخته‌شد) را مطالعه کرد و نیز از کتاب تیمارستان آرکهام: خانه‌ای جدّی در زمینی جدّی استفاده کرد.
او در مصاحبه‌ای که با شبکه خبری ام‌تی‌وی داشت اظهار کرد که نقش جوکر بهترین و جالب‌ترین نقشی بوده که تا به حال آن را اجرا کرده و احتمالاً تا آخر عمرش اجرا خواهد کرد.

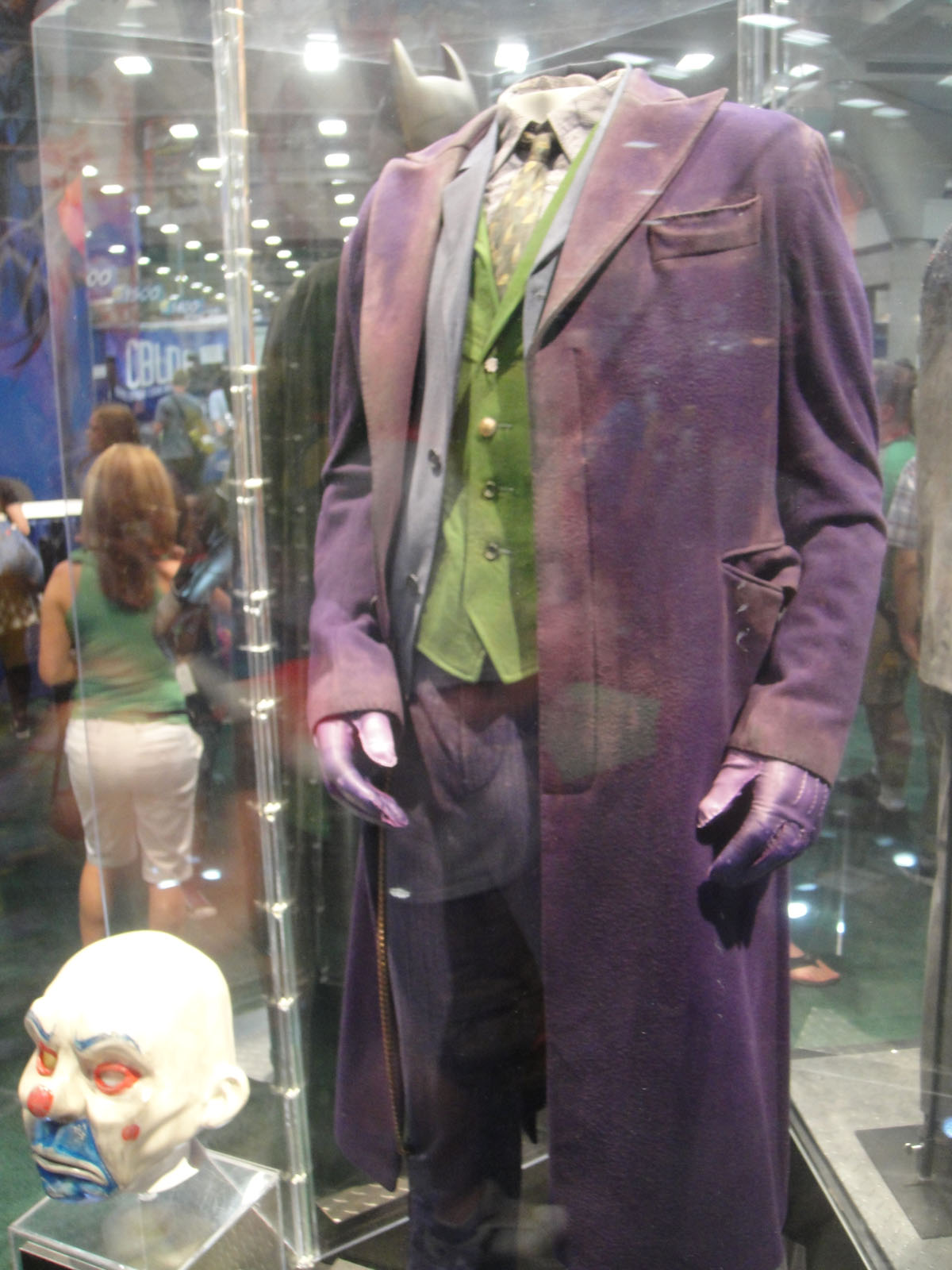
لباس استفاده‌شده به‌دست هیث لجر در طول فیلم‌برداری شوالیه تاریکی در غرفهٔ دی‌سی کامیکس در کامیک-کان بین‌المللی سن دیگو سال ۲۰۱۱

### تشریح شخصیت
هر کاری که هیث انجام می‌دهد، هر حرکت ریز و کوچک، هر فراز و نشیب در تن صدایش—همهٔ این‌ها از صمیم قلب بیانگر رفتار و شخصیت جوکر و اصولی که او از ابتدا بیان کرده می‌باشد: «بی‌دولتی و هرج‌ومرج محض.» حرکات فیزیکی او مرا یاد کمدین‌های بی‌صدا و نابغهٔ قدیم می‌اندازد. کمدین‌هایی چون چارلی چاپلین و باستر کیتون.— کریستوفر نولان دربارهٔ عملکرد لجر در نقش جوکر
جوکر در فیلم با پالت رنگی همیشگی خود یعنی موهای سبز، صورت سفید و جلیقه سبزی که زیر پالتو بنفشش پوشیده‌شده، ظاهر می‌شود؛ انتخاب‌هایی که به عصر رمانتیسیزم جدید برمی‌گردد. کفش‌های او نوک‌هایی رو به بالا دارند که شخصیت دلقک‌گونهٔ او را در ذهن بیننده تداعی می‌کند. هیچ‌کس نمی‌داند نام و هویت اصلی وی چیست و وقتی به‌دست پلیس گاتهام دستگیر می‌شود تنها چاقو و پارچه‌های بستن زخم در جیب‌هایش پیدا می‌کنند.
موهای جوکر به‌صورت رشته‌ای ژولیده و رنگ‌شده هستند و صورتش با آرایش سفیدرنگ دلقک‌ها که دور چشمان‌شان مشکی رنگ‌شده، گریم شده‌است. پوزخند درهم‌وبرهمی بر روی صورتش وجود دارد که از دهان تا گونه‌ها کشیده‌شده و زیر آن لبخند گلاسکو است. پیتر ترورس، منتقد سینما از آرایش صورت جوکر به‌عنوان «موهای سبز سرگردان و دندان‌های زرد همچون یک سگ تازی جهنمی» یاد کرد.
اطوار و اخلاق شخصی این شخصیت بسیار غیرقابل پیش‌بینی هستند. تن صدای او تقریباً در تمامی صحنه‌ها در طول فیلم ابتدا بالا می‌رود و سپس سریعاً پایین می‌آید و این باعث می‌شود رعب و وحشت در دل شنوندهٔ جملات او به وجود آید. کریستوفر نولان دربارهٔ شخصیت غیرقابل پیش‌بینی او این‌گونه یاد کرد که «در کنار صدا، لجر از حرکات فیزیکی خوش‌ژست و زیرکانه نیز استفاده کرده و این‌گونه از موارد همیشه برای دست‌اندرکاران این فیلم شگفت‌انگیز و حیرت‌آور بود.» جئوف بوچر، منتقد روزنامهٔ لس آنجلس تایمز دربارهٔ حرکات فیزیکی جوکر اظهار کرد که زخم‌های صورت او و بالا و پایین رفتن چانهٔ او مانند یک کفتار درنده باعث وحشت دشمنانش می‌شود.

### توسعه شخصیت
مدیر برنامهٔ بازیگری هیث لجر (استیو الکساندر) بیان کرد که لجر در طول فیلم‌برداری یک شرط «بازی‌کن-یا-پول‌بده» داشت و بنابراین می‌توانست هرکاری را که می‌خواست انجام دهد، هرچقدر آن کار دیوانه‌کننده بود. به گفتهٔ نیکولا پکورینی، فیلمبردار فیلم دکتر پارناسوس، مردی که به شیطان رو دست زد، لجر با او دربارهٔ شخصیت جک اسپارو (جانی دپ) در فیلم دزدان دریایی کارائیب: نفرین مروارید سیاه صحبت‌هایی داشته‌است. کریستوفر نولان در مصاحبه‌ای اعلام کرد به دلیل این‌که لجر مدتی قبل از تولید فیلم به‌عنوان جوکر انتخاب شده‌بود، می‌توانست ماه‌ها و ماه‌ها برای انجامش تمرین کند.
لجر به مدت شش هفته خود را درون یک اتاق هتل «زندانی کرد» تا برای انجام صداها و تمرین بالا و پایین بردن تن صدایش وقت بگذارد. او در این مدت دفترچه خاطراتی برای شخصیت‌اش ساخت که به گفتهٔ خودش «ترکیبی از تمامی کتاب مصورهایی‌است که تا به حال خوانده و می‌توانسته به متن فیلم‌نامه نسبت بدهد.» این دفترچه خاطرات شامل دست‌نوشته‌های درهم‌وبرهم و نامرتب او و چند تکه پارگی بود. کریستوفر هوتون، کارشناس روزنامهٔ ایندیپندنت گفت که «دفتر وقایع روزانهٔ جوکر» شامل چند تصویر از فیلم پرتقال کوکی به کارگردانی استنلی کوبریک، کارت‌های ورق‌بازی (پاسور) جوکر، تصاویری از چند کفتار، خط‌خطی‌های دلقک‌گونه و کلمهٔ «هرج‌ومرج» هایلایت‌شده به رنگ سبز بود. در کنار این‌ها، لجر فهرستی از کلماتی که از نظر جوکر خنده‌دار به نظر می‌آمد تهیه کرده‌بود. این کلمات و تصاویر مضحک شامل ایدز، مین و نیز تصاویری از نوابغ علمی جهان که از درد و آسیب مغزی رنج می‌بردند، بود.
لجر اعتقاد داشت صدای شخصیت جوکر کلیدی‌ترین نقش را در کامل کردن کاراکتر او دارد. نولان اظهار کرد که لجر ماه‌ها پیش از آغاز فیلمبردی آموزش شکم‌گویی دیده‌بود و اجرای صدای شخصیت را از طریق تکنیک الکساندر یادگرفته‌بود.
نولان در تست‌های پیش از فیلم‌برداری، به لجر گفته بود: «دیالوگ‌ها را بخوان، اجرایشان نکن» و بدین ترتیب لجر توسعهٔ صدای جوکر را بسیار آرام و باحوصله انجام می‌داد و در تست‌های پیش از آرایش و گریم، به کاوش حرکات بدنی شخصیت می‌پرداخت.
کانر اوسالیوان، دستیار و سرپرست گریم صورت جوکر می‌گفت که لجر در ساخت و توسعهٔ ظاهر فیزیکی صورت جوکر نقش بسزایی داشته. او به این مسئله نیز اشاره داشت که جان کالیونه و هیث لجر اهمیت زیادی به نقاشی‌های فرانسیس بیکنی که نولان به آن‌ها اشاره می‌کرد می‌دادند. لجر هم‌چنین قدرت انتخاب چاقوهایی که جوکر در طول فیلم از آن‌ها استفاده می‌کرد را داشت و ساعت‌ها را برای انتخاب آن‌ها در کنار لیندی همینگ می‌گذراند.
نولان اضافه کرد: «ما یک چرخش فرانسیس بیکنی به صورت او دادیم. چروک‌های صورتش، انحراف‌های کنار گونه‌اش و فروریختگی‌های شلختهٔ صورتش باعث می‌شوند شما حتی بتوانید تصور کنید صورت او چه بویی می‌دهد.» لیندی همینگ برای طراحی لباس جوکر از هنرمندان پادفرهنگ و فرهنگ عامه همچون ایگی پاپ (خوانندهٔ آمریکایی)، جان لایدن (خواننده بریتانیایی) و سید ویشس (خواننده بریتانیایی) الهام گرفت. او برای توضیحات طراحی لباسش اضافه کرد: «جوکر را فردی تصور کنید که بدون هیچ خانه و کاشانه‌ای با پوشاک بسیار عرقی در خیابان‌ها پرسه می‌زند و به ظاهرش اهمیت نمی‌دهد.»

### اجرای شخصیت
درخواست لجر از گروه گریم فیلم این بود که کاری کنند او بتواند در طول فیلم حالات چهره متفاوتی به خود بگیرد تا صحنه‌ها در چشم بیننده واقعی‌تر جلوه داده‌شوند. جان کالیونه گریم صورت جوکر را «یک رقص» خواند چراکه این تکنیک ترکیب بافت و رنگ سفید او را طبیعی‌تر جلوه می‌داد. لجر برای رنگ‌کردن صورت خود چشمانش را می‌بست و کالیونه ابتدا صورتش را رنگ می‌زد و سپس دور چشمانش را سیاه می‌کرد و پس از آن، آب بر روی صورت او اسپری می‌شد، لجر چشمانش را می‌فشرد و صورتش را تکان می‌داد تا در رنگ صورتش نقوص و عیب‌هایی پدیدار شود.
پوشیدن لباس جوکر برای لجر امری عادی بود؛ او در طول فیلم‌برداری شوخ‌طبعی و شخصیت اصلی خود را حفظ می‌کرد و همیشه خودش بود. گاهی اوقات دور ست فیلم‌برداری گشت می‌زد، گاهی با اسکیت‌برد این طرف و آن طرف می‌رفت و گاهی هم گوشه‌ای می‌نشست و سیگار می‌کشید. کالیونه لجر را این‌گونه توصیف کرد که «هیچ‌گاه نمی‌گذاشت طبیعت نقش‌هایی که اجرا می‌کرد او را دستپاچه کنند.»
اولین سکانسی که برای ورودی آی‌مکس فیلم ضبط شده‌بود، جوکر بود که به همراه یک ماسک دیالوگ‌های خود را می‌خواند. نولان از روی عمد این سکانس را در ابتدای فیلم قرار داد تا از همان ابتدا خیال منتقدان نگرانی که فکر می‌کردند لجر نمی‌تواند شخصیت جوکر را به خوبی اجرا کند را راحت کند و نیز ادای احترامی به هیث لجر که تا پیش از بیرون آمدن فیلم فوت کرده بود انجام دهد.
صحنهٔ بازجویی بین بتمن و جوکر یکی از بهترین صحنه‌هایی بود که لجر در آن‌ها بهترین عملکرد خود را نشان داد. تمامی پرسنل فیلم‌برداری و بازیگران ایدهٔ زود ضبط‌کردن اصلی‌ترین صحنهٔ فیلم را دوست‌داشتند. کریستین بیل این مورد را تأیید کرد که لجر در تمرین‌های قبل از اجرا صدای جوکر را برای خود انتخاب نمی‌کرد و وقتی دوربین‌ها شروع به فیلم‌برداری می‌کردند وارد نقشش می‌شد. نولان بعدها اظهار کرد که صحنهٔ بازجویی بین بتمن و جوکر صحنهٔ مورد علاقه‌اش از فیلم است و گفت: «تا به حال ندیده بودم افرادی بتوانند صحنه‌ای را به خوبی کریستین و هیث اجرا کنند.»
لجر بخش‌ها و سکانس‌هایی که جوکر در آن‌ها از طریق تلویزیون مردم و بتمن را تهدید می‌کرد خود (در حضور کریستوفر نولان) کارگردانی و فیلم‌برداری کرد. هر صحنه‌ای که او اجرا می‌کرد با صحنهٔ قبلی‌اش تفاوت داشت. نولان آنقدر از دیدن اجرای او تحت‌تاثیر قرار گرفته‌بود که در صحنهٔ بعدی ویدیو تهدید که جوکر با یک خبرنگار گروگان‌گرفته‌شده (آنتونی مایکل هال) ضبط می‌کرد حضور نیافت و به لجر اطمینان کرد.
هیث لجر همیشه سروقت بر صحنهٔ فیلم‌برداری زود حاضر می‌شد و اولین کاری که انجام می‌داد در آغوش گرفتن پرسنل فیلم و دیگر بازیگران بود. حتی اگر او یکی از بدترین روزهای زندگی‌اش را تجربه می‌کرد، قبل از ترک محل فیلم‌برداری می‌رفت و یکی یکی عوامل صحنه را بغل می‌کرد.
هیث لجر در تمام مدت فیلمبرداری یک دفترچه کوچک به همراه داشت که در آن رویاهایش را می‌نوشت، و خودش گریم جوکر را بر صورتش اجرا می‌کرد. کریستین بیل در مورد صحنه بازجویی در اداره پلیس می‌گوید: هیث از او می‌خواهد که واقعاً باتمام نیرو به او کتک بزند، با اینکه کریستین بیل این درخواست را اجرا نکرد اما او خودش را به وحشیانه‌ترین شکل به دیوار و میز می‌کوبید تا صحنه‌ها واقعی جلوه کنند.
در پایان فیلم‌برداری شوالیه تاریکی، لجر در دفترچه خاطرات جوکر متن خداحافظی نوشت که پس از مرگ او بسیار مورد بحث قرار گرفت. آخرین صفحهٔ دفترچهٔ او شامل کلمهٔ «خداحافظ» (بای بای) بود.

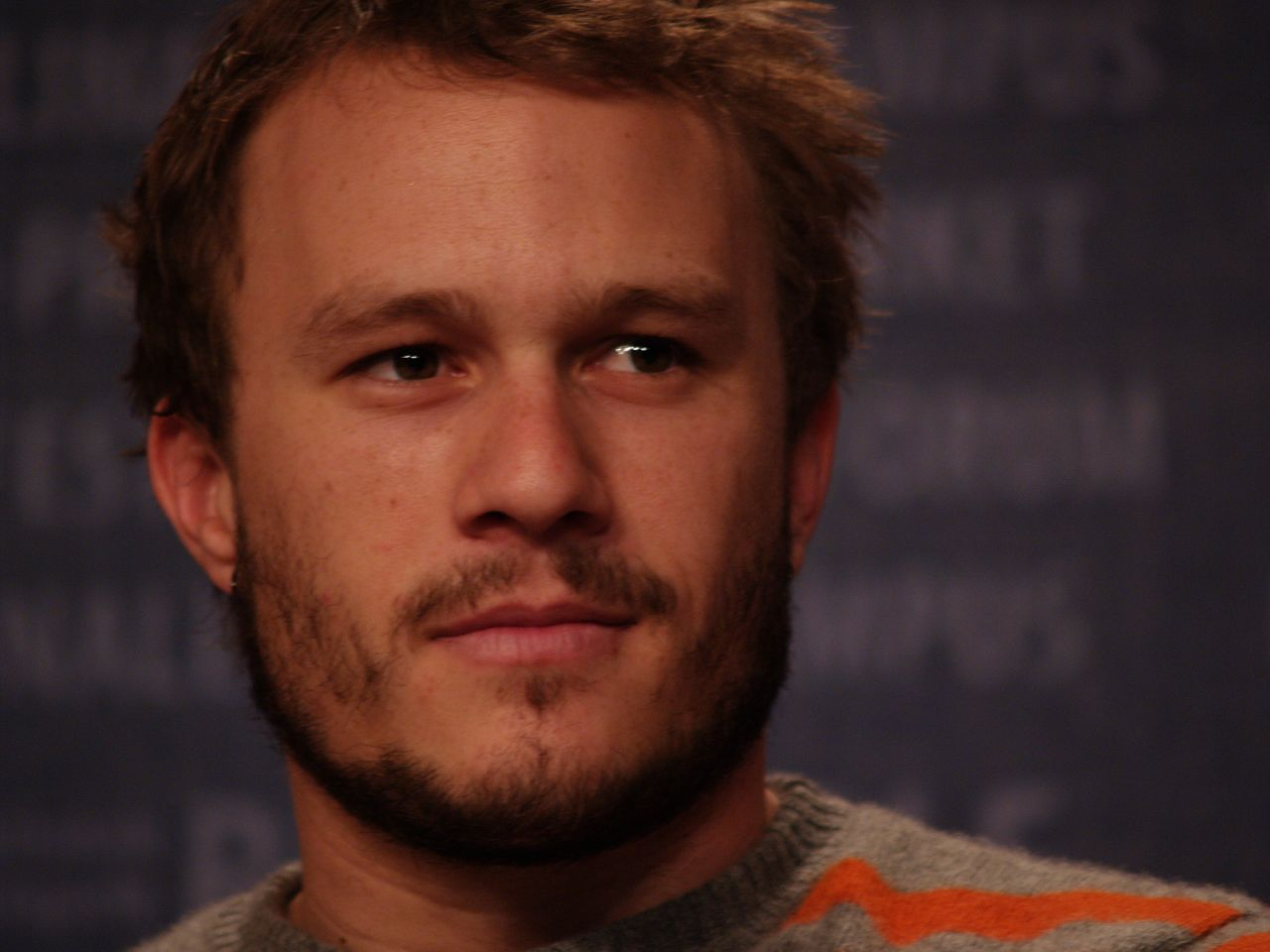
هیث لجر، بازیگر موفق نقش جوکر، به‌دلیل استفادهٔ هم‌زمان چندین قرص ضداسترس و خواب‌آور در تاریخ ۲۲ ژانویه ۲۰۰۸ در ۲۸ سالگی فوت کرد.

#### اثرات مرگ هیث لجر
او برای کاری که در فیلم بتمن انجام داده بود، به خود افتخار می‌کرد. می‌دانم که او برای فیلم بتمن نقشه‌هایی داشت. او عاشق کار کردن با کریستوفر نولان، کریستین بیل و گری اولدمن بود. بهترین دوران زندگی‌اش مربوط به زمان ساخت همین فیلم بود. وقتی که او برای تعطیلات سال نو به خانه آمد، برای تعریف کردن از فیلمش اشتیاق خیلی زیادی داشت. او با همان صدا و حرکات جوکر این کار را برایمان انجام می‌داد. در آن زمان دوران فوق‌العاده‌ای داشتیم و همه از اجراهای او لذت می‌بردیم.— کیت لجر (خواهر هیث) در مصاحبه‌ای با وبگاه استرالیایی نیوز
در تاریخ ۲۲ ژانویه ۲۰۰۸ (چند ماه پس از پایان فیلم‌برداری شوالیه تاریکی) اعلام شد که هیث لجر، بازیگر ۲۸ سالهٔ شخصیت جوکر به‌دلیل بیش‌مصرفی داروهای تجویزی (استفادهٔ هم‌زمان چندین قرص ضداسترس و خواب‌آور) در نیویورک‌سیتی فوت کرده‌است. مرگ لجر باعث شد توجه بسیاری از رسانه‌ها به شوالیه تاریکی دوچندان شود. کریستوفر نولان در این باره گفت: «این اتفاق برای ما، رخدادی فوق‌العاده احساسی و عاطفی‌ست و درک آن برایمان سخت است چراکه هرروز در کنار او (برای ادیت و تدوین فیلم) وقت می‌گذراندیم و ناگهان به ما گفته می‌شود که او فوت کرده‌است؛ ولی حقیقت این است که همهٔ ما بسیار خوش‌شانس هستیم که توانستیم چنین عملکرد خارق‌العاده‌ای را از او ببینیم.» نولان اضافه کرد: «هیچ‌یک از صحنه‌هایی که هیث در آنها حضور داشت (برای احترام به چنین بازیگر توانایی پس از مرگ) ویرایش و ادیت نشدند.» نولان هم‌چنین شخصاً ارزش معنوی فیلم شوالیه تاریکی را برای زنده ساختن یاد و خاطرهٔ لجر به او و خانواده‌اش تقدیم کرد.
مرگ لجر از لحاظ مادی نیز ارزش فیلم‌های شوالیه تاریکی به کارگردانی نولان و دکتر پارناسوس، مردی که به شیطان رو دست زد به کارگردانی گیلیام را بالا برد و باعث‌شد میزان فروش این دو فیلم افزایش پیدا کند. نولان و گیلیام هردو به اجرا و عملکرد لجر در این دو فیلم ادای احترام کردند.
پیتر ترورز در مجله رولینگ استون در توصیف او نوشت: «بازی چشم‌گیر لجر یک معجزه بود؛ گویا او نقش را از درون خودش کنده باشد. لجر نه تنها می‌دانست کاراکترش چطور راه می‌رود، حرف می‌زند و گوش می‌کند، بلکه حتی می‌دانست که او چطور نفس می‌کشد.»
پس از مرگ او، کریستوفر نولان برای آنتاگونیست سومین فیلم از سه‌گانه بتمن یعنی شوالیه تاریکی برمی‌خیزد با تام هاردی (در نقش شخصیت بین) همکاری کرد. تاکنون مشخص نشده‌است که آینده این کاراکتر پس از فیلم شوالیه تاریکی قرار بود چگونه باشد و این موضوع کماکان بر طرفداران پوشیده‌است. نولان پیش از ساخت سومین فیلم دربارهٔ حضور جوکر اظهار کرد: «این کار سختی بود که برای هیث جایگزین پیدا کنیم و اگر هم پیدا می‌کردیم بشخصه اجازه نمی‌دادم این اتفاق بیفتد ما برای احترام به هیث در فیلم سوم حرفی از جوکر نزدیم.»

## میراث و دیدگاه منتقدین

### واکنش‌های ابتدایی
در آخرین روز از ماه ژوئیه سال ۲۰۰۶ بود که شرکت برادران وارنر اعلام کرد هیث لجر نقش شخصیت جوکر را بر عهده خواهد گرفت. این تصمیم در زمان خود بحث‌برانگیز بود و واکنش‌های سرد منتقدان را در فضای مجازی و اینترنت به همراه داشت. این انتخاب برای نولان نیز عکس‌العمل‌های خوبی نداشت و موجب بدبینی منتقدین نسبت به این تصمیم و رفتار او شد. او در این باره می‌گوید: «وقتی هیث را برای انتخاب نقش جوکر برگزیدیم کل دنیا برگشتند و به ما گفتند "چه غلطی دارید می‌کنید!؟" انتخاب هیث در آن زمان برای آن‌ها کاملاً بی‌معنا بود.» گلن ولدن، نویسندهٔ کتاب جنگجوی شنل‌پوش: بتمن و ظهور فرهنگ خوره‌ها در سال ۲۰۱۶ گفت که مردم به‌خاطر فیلم‌های پیشین لجر همچون کوهستان بروکبک سال ۲۰۰۵ (که دربارهٔ هم‌باشی و همجنس‌گرایی بود) نمی‌توانستند او را در نقش ابرشروری قدرتمند و با شخصیتی پیچیده همچون جوکر تصور کنند.
این نظرات و اعتقادات دربارهٔ انتخاب لجر پس از انتشار اولین تریلر فیلم در سال ۲۰۰۷ تغییر کردند. گی‌یرمو دل تورو، فیلمنامه‌نویس و کارگردان مکزیکی عملکرد لجر را «بسیار تحریک‌پذیر» خواند. لجر توانست هم نظر منتقدین و هم نظر طرفداران فرنچایز بتمن و کمیک را به خود جلب کند. نویسندگان کمیک‌های بتمن یعنی پل دینی و جف لئوب هردو عملکرد لجر را تحسین کردند و او را بازیگری توانمند خواندند. لئوب که از نقش‌آفرینی جک نیکلسون در نقش جوکر در فیلم سال ۱۹۸۹ بتمن به کارگردانی تیم برتون دل پُری داشت، شور و هیجان خود را برای دیدن هرچه زودتر این فیلم بیان کرد و اظهار کرد بسیار مشتاق است لجر را در نقش جوکر ببیند.

### دریافت منتقدان
عملکرد خوبی که هیث لجر از خود در فیلم شوالیه تاریکی در ذهن مخاطبان بر جای گذاشت باعث شد وی جوایز بسیاری را از جمله جوایز اسکار، گلدن گلوب، بفتا و ساترن را در زمینه بهترین بازیگر نقش مکمل مرد دریافت کند. او هم‌چنین جایزه بهترین بازیگر جهانی مؤسسه فیلم استرالیا را در سال ۲۰۰۸ را دریافت کرد.
پیتر ترورس از رولینگ استون هیث لجر را بهترین جوکر تاریخ خواند و گفت: «این فیلم از فیلم قبلی سه‌گانهٔ بتمن از لحاظ فلسفی بسیار عمیق‌تر است. ترورس هم‌چنین دیگر بازیگران فیلم را تحسین کرد و گفت که همهٔ آنها «به بهترین شکل ممکن کارشان را انجام داده‌اند.» ترورس جزو اولین افرادی بود که اشتیاق خود را برای نامزدشدن لجر در جوایز اسکار اعلام کند.
راجر ایبرت از روزنامهٔ شیکاگو سان-تایمز عملکرد لجر در طول داستان فیلم را «کلیدی» خواند و ذکر کرد که او پس از پیتر فینچ در سال ۱۹۷۶ اولین بازیگری خواهد بود که برندهٔ جایزهٔ اسکار می‌شود.
مارک داینینگ از مجلهٔ امپایر عملکرد لجر را «برجسته، قوی و خاطره‌انگیز» خواند و نوشت: «شوالیه تاریکی فیلم هیث لجر است.» کوین اسمیت اجرای «باورنکردنی» لجر را «ترسناک‌ترین و بهترین عملکرد یک ابرشرور در طول تاریخ فیلم‌های ابرقهرمانی» خواند. مارک لی از روزنامهٔ دیلی تلگراف نوشت: «اجرای او اجرایی درخشان و منحصربه‌فرد از یک شخصیت شیطانی است.» تین تیمن از تایمز نوشت: «لجر در این فیلم بسیار غیرقابل‌پیش‌بینی و ترسناک ظاهر می‌شود به‌طوری که حتی حضور او در یکی از صحنه‌ها وحشت را در دل بیننده به وجود می‌آورد.» توتال فیلم پس از توضیح حول شخصیت جوکر، دربارهٔ اجرای لجر نوشت: «لجر به‌خوبی از پس انجام کارش برآمده‌است. وی آرام آرام می‌سوزد و نمادی از هرج‌ومرج را از خود به جای می‌گذارد. این عملکرد و اجرای دقیق از یک شخصیت تخیلی قطعاً شاهکاری است که تا سال‌ها بعد عملکردی شبیه به آن را نخواهیم دید.» کرک هانیکات از هالیوود ریپورتر عملکرد لجر را با کلمهٔ «زیبا» توصیف کرد. انترتینمنت ویکلی نیز فیلم را یکی از بهترین فیلم‌های تاریخ سینما خواند و گفت: «هر ابرقهرمانی به یک ابرشرور نیازمند است و بتمن کریستین بیل ابرشروری به نام جوکر هیث لجر را دارد.» امانوئل لوی نوشت: «لجر کاملاً در نقش خود فرومی‌رود و هیچ‌گاه از نقشش بیرون نمی‌آید.» دیوید دنبی از نیویورکر انتقادات شدیدی نسبت به فیلم شوالیه تاریکی داشت اما عملکرد خوب لجر را تحسین کرد و آن را «ترسناک و مسحورکننده» خواند. اسکات فانداس از مجلهٔ ورایتی گفت: «عملکردی که لجر در این فیلم از خود نشان‌داد، چیزی‌ست که در عصر مدرن کم‌تر دیده می‌شود و این، جای تحسین دارد.»
بسیاری از منتقدین فیلم و نیز بازیگرانی که در کنار لجر در فیلم شوالیه تاریکی بازی کردند (از جمله مگی جیلنهال و مایکل کین) و بسیاری از دیگر همکاران لجر در صنعت سینما در کنار کریستین بیل بر نامزدشدن لجر در جشنوارهٔ سالانه اسکار (در زمینهٔ بازیگر مکمل مرد سال ۲۰۰۸) تأکید کردند.